# Naturgarten (Verein)
Der NaturGarten e. V. ist ein bundesweit tätiger Verein zur Unterstützung und Förderung der Naturgarten-Bewegung. Der Verein hat seinen Sitz in Bonn.

## Geschichte und Organisation
Nach dem Vorbild des schweizerischen Verbandes Natur Garten (VNG) erfolgte 1990 in München die Gründung des deutschen NaturGarten e. V. Zu den Gründern gehören von der Naturgarten-Idee überzeugte Gärtner, Biologen, Gartengestalter und Landschaftsarchitekten.
2024 hat der gemeinnützige Verein  ca. 4.500 Mitglieder aus Deutschland und dem europäischen Ausland. Das Mitgliederspektrum umfasst sowohl Fachleute auf dem Gebiet des Gartenbaus und der Landschaftsgestaltung als auch private Naturgartenliebhaber, Vereine, Schulen und andere Organisationen. Seine Arbeit wird von ehrenamtlichen Helfern und 41 Regionalgruppen und 17 Arbeitskreisen unterstützt.
Der Verein wird von fünf Vorständen geleitet. Die Koordination und Verwaltung von Mitgliedern, Informationen und Internetauftritt erfolgt durch die Bundesgeschäftsstelle in Bonn.

## Ziele
Der Verein arbeitet an einem dichten Netzwerk für Gärten, öffentliches Grün, Landschaft und Menschen mit heimischen Pflanzen als Lebensgrundlage heimischer Tiere. Er versteht sich als Ansprechpartner in fachlichen, wissenschaftlichen und kulturellen Belangen des Naturgartens. Mit Hilfe einheimischer Arten sollen nachhaltige Pflanzungen und Ansaaten geschaffen werden, die über lange Zeiträume Bestand haben.
Die wichtigsten Ziele sind, die naturnahe Garten- und Landschaftsgestaltung voranzubringen, die heimische Flora und Fauna und deren Lebensräume zu fördern und zu bewahren, ökologische Arbeitsweisen in der Garten- und Landschaftsgestaltung und bei der Saatgut- und Pflanzenproduktion einzuhalten, Informationen auszutauschen und Anregungen für eigene Projekte zu geben sowie der Erfahrungsaustausch Gleichgesinnter.

## Tätigkeiten
Der Verein bildet ein Netzwerk für naturnahe Aktivitäten und hat dabei bundespolitische Bedeutung erreicht. Seit 1991 veranstaltet er alljährlich für 3–4 Tage die Naturgartentage mit Referenten aus dem In- und Ausland. Weitere Veranstaltungen des Vereins sind Führungen, Fortbildungen und Exkursionen. Die Regionalgruppen des Vereins begleiten örtliche Aktionen, Landesgartenschauen etc., beraten und informieren interessierte Laien und richten eigene Veranstaltungen zum Thema Naturgarten aus.
Der Verein hält Kontakte zu verwandten europäischen Organisationen, wie dem schweizerischen Bioterra oder der niederländischen Vereinigung Stichting Oase und arbeitet teils mit ihnen zusammen. Er ist Mitglied im Deutschen Naturschutzring.
Seit 2019 gestaltete der NaturGarten e. V. Schauflächen auf Bundesgartenschauen.
Es gibt eine Kooperation mit dem biologischen Anbauverband Bioland für die Verbreitung von biologisch gezogenen, heimischen Wildstauden auf dem Gartenmarkt. Darüber hinaus engagiert sich der Verein seit 1993 bundesweit für die Schaffung von Natur-Erlebnis-Räumen, wie naturnahen Spielräumen für Kinder und Jugendliche. Er betreibt über die „Naturgarten-Akademie“ Fort- und Ausbildungen, Seminare und Tagungen.
Wissenschaftlich engagiert sich der Verein bei der Entwicklung neuer Bautechnik- und Einsaatverfahren, wie beispielsweise für unkrautfreie Ansaaten und Pflanzungen, für Blumenwiesen, Blumen-Schotter-Rasen und Begrünung von Gabionen (Drahtschotterkörben).
Er arbeitet dabei mit anderen Institutionen zusammen und führte von 1997 bis 2000 zusammen mit der Sächsischen Landesanstalt für Landwirtschaft in Dresden-Pillnitz einen Blumenwiesentest durch. Im Jahre 2007 kooperierte er mit dem Bundesamt für Naturschutz (BfN) bei einer Studie über die naturnahe Begrünung von Industrie- und Gewerbegebieten gemäß dem Vorbild der schweizerischen Stiftung Natur und Wirtschaft.
Der Verein war von 1996 bis 1998 an dem Projekt „Die gefährdeten Wiesen Europas“ der Kunst- und Ausstellungshalle der Bundesrepublik Deutschland (KAH) in Bonn beteiligt. Unter Regie der Künstler Helen Mayer Harrison und Newton Harrison wurden auf den Dachgärten der KAH verschiedene Wiesentypen angelegt.

## Auszeichnung
Für seine Projekte und Aktivitäten im Bereich der Umweltbildung wurde der Verein 1999 mit dem „Preis für Wege der Umwelterziehung“ der Deutschen Gartenbau-Gesellschaft 1822 ausgezeichnet.

## Veröffentlichung
- Naturgarten e. V.: Naturgartentage 2007. 17. Jahrestagung des Naturgarten e. V. Eigenverl., Heilbronn 2007.